# Orpheus in der Unterwelt
Orpheus in der Unterwelt (französisch Orphée aux enfers) ist eine Opéra bouffe in zwei Akten bzw. vier Bildern von Ludovic Halévy und Hector Crémieux. Die Musik komponierte Jacques Offenbach, die Uraufführung fand am 21. Oktober 1858 in Offenbachs Théâtre des Bouffes-Parisiens in Paris statt. Eine erweiterte Fassung als Opéra féerie in 4 Akten und 12 Bildern erarbeiteten der Komponist, Crémieux und Halévy 1874 für eine Neuinszenierung der Oper in dem von Offenbach inzwischen geleiteten Théâtre de la Gaîté. Die Erstaufführung der erweiterten Fassung fand am 7. Februar 1874 in Paris statt. Für diese Fassung wurde das Werk von ca. 90 Minuten Spielzeit auf runde vier Stunden verlängert und der Bestand der Musiknummern von 16 auf 30 ergänzt.

## Allgemeines
Nachdem Offenbach für sein Theater wegen der Lizenzbestimmungen drei Jahre lang Einakter komponiert hatte, war Orpheus das erste abendfüllende Werk und ein sensationeller Erfolg. Die Handlung persifliert die griechische Sage von Orpheus und Eurydike. Mit den Göttern des Olymp, die den Hades besuchen, um sich zu amüsieren, wird gleichzeitig die Doppelmoral der besseren Gesellschaft des Zweiten Kaiserreichs karikiert. Zur Zeit der Uraufführung konnten sich viele Personen der Pariser Gesellschaft in dem Stück wiedererkennen. Die griechische Mythologie war ein beliebtes Gesprächsthema der feinen Leute, und Offenbach nahm mit seinem Orpheus den Antikenkult gehörig auf die Schippe. Selbst der regierende Kaiser Napoléon III. blieb nicht verschont. Er konnte sich in der Figur des liebestollen obersten Gottes Jupiter wiederfinden. Die Oper gefiel dem Kaiser; er nahm Offenbach die Anspielungen anscheinend nicht übel und applaudierte laut.
Das bekannteste Musikstück ist der sogenannte Höllen-Cancan (im Original allerdings als „Galop infernal“ bezeichnet) im zweiten Akt, ein Gassenhauer, der auch heute noch bekannt ist und häufig auch separat aufgeführt wird.
Daneben finden sich in dem Stück zahlreiche musikalische Zitate: die französische Nationalhymne, die Arie Che farò senz’ Euridice (Ach, ich habe sie verloren) aus Orfeo ed Euridice von Christoph Willibald Gluck, und ein Fugenthema von Johann Sebastian Bach.
Die 1860 uraufgeführte Wiener Bearbeitung des Orpheus stammt vermutlich von Johann Nestroy, der auch die Rolle des Jupiter übernahm. Bei dieser wurde auch die Ouvertüre uraufgeführt, die Carl Binder komponierte.

## Besetzung
Das Werk ist neben den Gesangssolisten besetzt mit vierstimmigem Chor und einem Orchester mit 2 Flöten (1. und 2. mit Piccolo), 1 Oboe, 2 Klarinetten, 1 Fagott, 2 Hörnern, 2 Pistons, 1 Posaune, Pauken, Schlagzeug und Streichern (Violinen 1, Violinen 2, Violen,  Violoncelli, Kontrabässe).

## Handlung der ersten Fassung (1858)

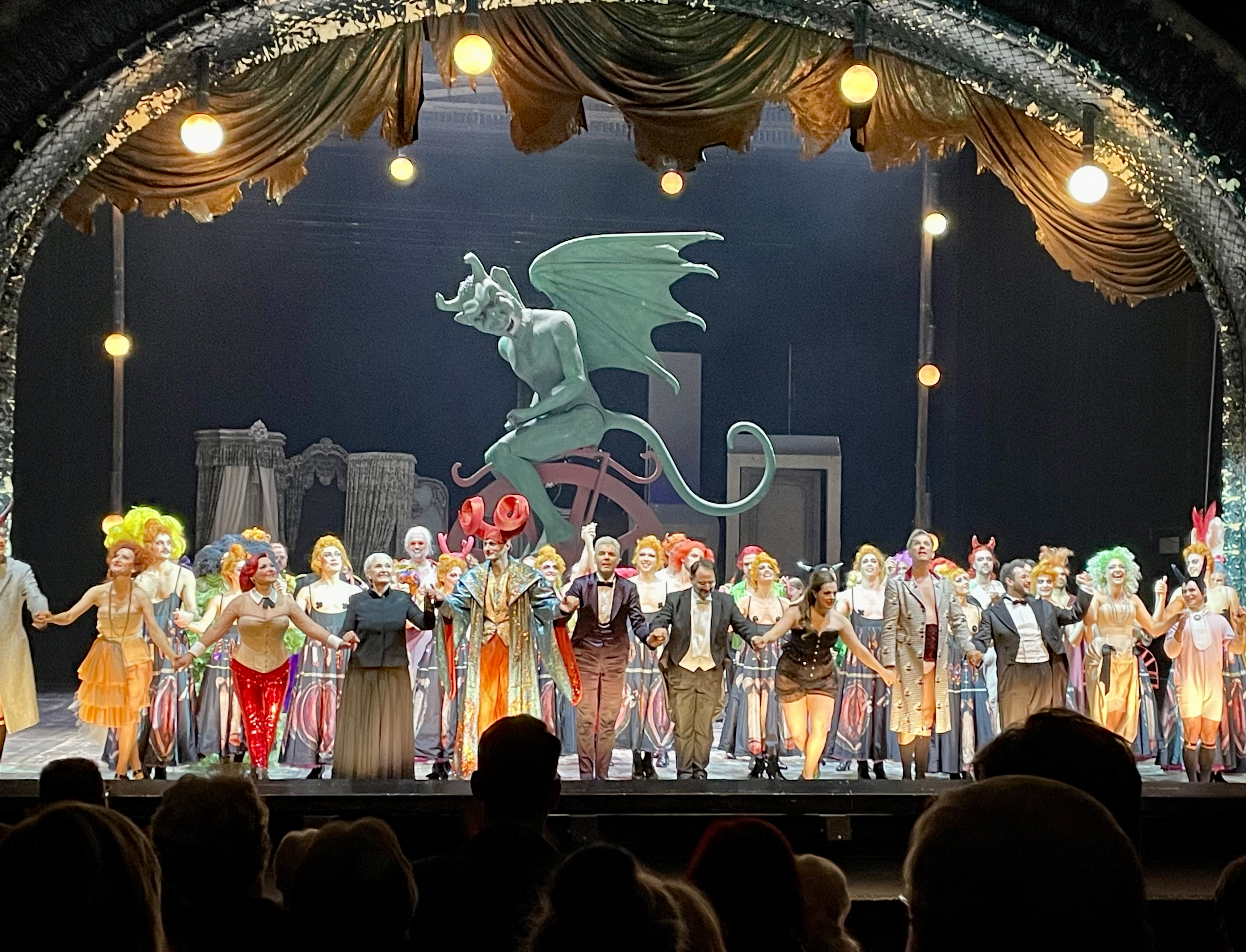
Orpheus in der Unterwelt, Inszenierung von Barrie Kosky mit Max Hopp in der Rolle des John Styx, Deutsche Oper am Rhein (2023)

### Erster Aufzug (Erstes Bild)
Die Handlung spielt auf der Erde, bei Theben im antiken Griechenland.
Das Ehepaar Orpheus und Eurydike hat sich auseinandergelebt. Der Musiklehrer und Geiger Orpheus betrügt seine Frau mit der Nymphe Chloé. Er hätte sich längst von seiner ungeliebten Gattin getrennt, wäre da nicht die Öffentliche Meinung. Eurydike, die ein gelangweiltes Leben führt, weiß das, und es stört sie nicht weiter. Auch sie hat einen Geliebten, den Schäfer und Imker Aristäus. Eurydike weiß jedoch nicht, dass ihr Liebhaber Aristäus tatsächlich Pluto, der Herr der Unterwelt, ist. Pluto will seine Geliebte in die Unterwelt entführen und wartet auf einen günstigen Zeitpunkt. Nach einem heftigen Streit zwischen den Eheleuten sieht Pluto seine Zeit gekommen. Er beißt Eurydike in den Hals, und dieser Kuss des Todes liefert ihm Eurydike aus.
Als Eurydike wieder zu sich kommt, schreibt sie gemeinsam mit Pluto einen „Abschiedsbrief“ an Orpheus, ihren Ehemann:
 Verlassen muss ich diese Schwelle,
 Denn ich bin tot ohn’ allen Zweifel,
 Aristäus war der Gott der Hölle,
 Und jetzt holt mich der Teufel.
Als Orpheus ihre Nachricht liest, ist er erfreut. Er denkt, endlich frei zu sein von seiner Frau, und will die gute Nachricht sofort seiner Geliebten überbringen. Doch da tritt ihm die Öffentliche Meinung in den Weg und fordert ihn auf, seine Ehefrau von Jupiter, dem obersten Gott, zurückzufordern. Wieder kann sich die Öffentliche Meinung durchsetzen, und sie begleitet Orpheus hinauf auf den Olymp.

### Erster Aufzug (Zweites Bild)
Auf dem Götterberg Olymp.
Auch bei den Göttern herrscht Langeweile und Überdruss. Jupiter vergnügt sich ungeniert mit jungen Frauen. Diana ist traurig, weil sie den schönen Sterblichen Aktäon bei ihren Aufenthalten unten auf Erden nicht mehr gefunden hat. Juno, die Gemahlin Jupiters, macht ihrem Göttergatten eine Szene. Auf Erden sei eine wunderschöne Frau von einem Gott entführt worden. Jupiter streitet ab, etwas mit dieser Entführung zu tun zu haben.
Da kommt Merkur, der Götterbote, mit der Nachricht, Pluto sei eben von einem Aufenthalt auf Erden mit einer wunderschönen Frau namens Eurydike in die Unterwelt zurückgekehrt. Jupiter ist erfreut, ist er doch durch diese Nachricht vorerst der Vorwürfe enthoben. Um seiner Unschuld Nachdruck zu verleihen, zitiert er Pluto aus der Unterwelt auf den Olymp. Pluto erscheint vor dem obersten Gott, doch er leugnet die Entführung.
Da erscheint Orpheus zusammen mit der Öffentlichen Meinung und fordert seine Frau zurück. Jupiter beschließt, die Sache in der Unterwelt genauer zu untersuchen. Er will Eurydike aus der Unterwelt holen, aber nicht für Orpheus, sondern für sich selbst. Die gesamte Götterschar folgt ihm in Plutos Höllenreich.

### Zweiter Aufzug (Drittes Bild)
Unterwelt, in Plutos Boudoir.

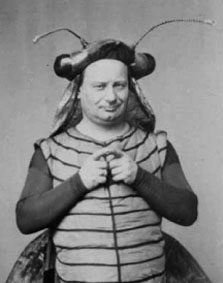
Der Komiker Désiré als Jupiter, der sich Eurydike in Gestalt einer Fliege nähert (bei der Uraufführung 1858)

Hier hält Pluto die entführte Eurydike versteckt. Bewacht wird sie von Hans Styx, dem stets betrunkenen Diener Plutos. Hans Styx umwirbt die Schöne und erzählt ihr von seiner Zeit in Reichtum und Pracht als Prinz von Arkadien (im französischen Original: König von Boiotien). Doch Eurydike lässt das kalt.
Sie sehnt sich zurück zu ihrem Mann auf Erden. Der Reiz des Abenteuers ist bereits verblasst. Die vom Olymp in der Unterwelt eingetroffenen Götter können das Versteck der Eurydike zunächst nicht finden. Doch Jupiter ist misstrauisch. In Gestalt einer Fliege kommt er durchs Schlüsselloch und entdeckt Eurydike. Er scharwenzelt um sie herum, gibt sich als oberster Gott zu erkennen und verspricht ihr, sie zu befreien und mit auf den Olymp zu nehmen.

### Zweiter Aufzug (Viertes Bild)
Pluto gibt ein Höllenfest. Es wird getanzt und getrunken.
Jupiter erntet allgemeinen Beifall mit einem Menuett, das sich alsbald zu einem wilden Cancan steigert. Eurydike ist als Bacchantin auf dem Fest.
Abermals wird die göttliche Gesellschaft von den Sterblichen gestört. Wieder fordert Orpheus in Begleitung der Öffentlichen Meinung von Jupiter seine Frau zurück. Jupiter gibt dem Wunsch nach, aber er stellt eine Bedingung: wenn Orpheus vor Eurydike in die Oberwelt hinaufsteige, dürfe er sich nicht nach seiner Gattin umwenden.
So beginnt der Marsch in Richtung Oberwelt: die Öffentliche Meinung, dann Orpheus und Eurydike, von Hans Styx geführt. Doch als sie das Tor erreichen, schleudert Jupiter einen Blitz. Orpheus dreht sich erschrocken herum und hat damit seine Frau verloren.
Aber auch Pluto soll Eurydike nicht haben, und so bestimmt Jupiter:
 Nein, eine Bacchantin mach’ ich jetzt aus ihr.

## Gesamteinspielungen (Auswahl)
In französischer Sprache:
- Demigny, Lindenfelder, Chalot, Jonqueres, Pebordes, Mans, Choeurs et Orchestre Philharmonique Paris unter René Leibowitz Line 1951 (1858er Fassung, vollständig)
- Mesplé, Rhodes, Berbié, Sénéchal, Burles, Trempont, Chor und Orchester du Capitole de Toulouse unter Michel Plasson, EMI 1978 (1874er Fassung, Kürzungen in der Ouvertüre, den Ballettmusiken und dem Cortège im Finale des 2. Aktes)
- Dessay, Naouri, Fouchecourt, Podles, Cole, Chor und Orchester der Opéra national de Lyon unter Marc Minkowski, EMI 1997 (1858er Fassung mit eingefügten Musiknummern aus der 1874er Fassung)

In deutscher Sprache:
- George Shirley – Hans Beirer – Donald Grobe – Helmut Lohner – Peter Maus – William Pell – Manfred Röhrl – Julia Migenes-Johnson – Janis Martin – Astrid Varnay – Annabelle Bernard – Carol Malone – Maria Jose Brill – Maria Teresa Reinoso – Chor der deutschen Oper Berlin – Orchester der Deutschen Oper Berlin – Jesús López Cobos
- Benno Kusche – Grit van Jüten – Kari Lövaas – Brigitte Lindner – Ferry Gruber – Theo Lingen – Adolf Dallapozza – Anneliese Rothenberger – Gisela Litz – Chor der Kölner Oper – Philharmonia Hungarica – Willy Mattes EMI 1978 (1858er Fassung mit der von Karl Binder nachkomponierten und von Offenbach boykottierten Ouvertüre. Kürzungen im 3. und 4. Bild)

## Kinderfassung
- Das Gift im Lift – warum Orpheus ganz nach unten fuhr. Kinderoperette von Kay Link nach Jacques Offenbachs Orpheus in der Unterwelt. Uraufführung: 18. März 2012. Auftragswerk der Bayer.Kultur, Leverkusen, erschienen im Bühnenverlag Boosey & Hawkes.

## Verfilmung
Bereits 1909 wurde die Oper unter demselben Titel verfilmt.
Im Jahr 1974 wurde die Operette als Orpheus in der Unterwelt von der DEFA als Musik-Komödie verfilmt. Mitwirkende waren Wolfgang Greese und Dorit Gäbler in den Hauptrollen. Weiterhin wirkten Schauspieler wie Rolf Hoppe, Fred Delmare und Gerry Wolff mit. Die Regie übernahm Horst Bonnet.
Die Gesangseinlagen wurden zum Teil von den Schauspielern selbst gesungen. Unterstützt wurden sie vom Chor und von Mitgliedern der Deutschen Staatsoper Berlin, vom Ballett der Komischen Oper Berlin und des Metropol-Theaters sowie dem DEFA-Sinfonieorchester unter der Leitung von Robert Hanell.
Joachim Hess verfilmte 1971 für das Fernsehen eine Inszenierung der Hamburger Staatsoper in einer eigenen Übersetzung mit einigen bekannten Schauspielern in den Nebenrollen (Inge Meysel als Juno, Theo Lingen als Styx, Liselotte Pulver als Öffentliche Meinung).